# Johanna Müller-Hermann

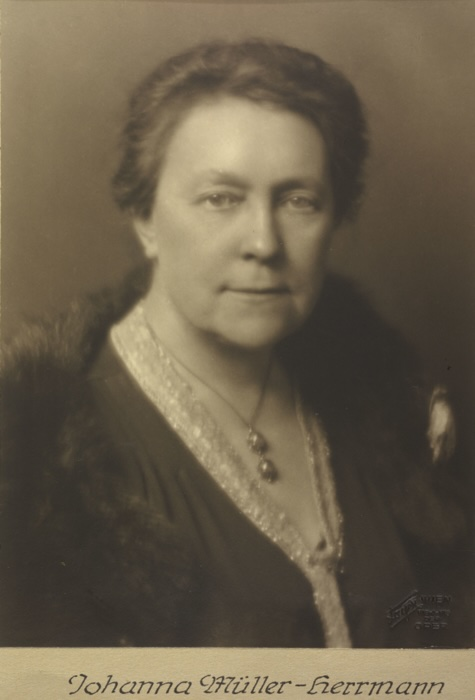
Johanna Müller-Hermann, Porträt von Georg Fayer (1927)

Johanna Müller-Hermann (geboren 15. Jänner 1868 als Johanna Josefine Friederike Hermann in Wien; gestorben 16. April 1941 ebenda) war eine österreichische Komponistin. 

## Leben
Schon früh erhielt Johanna Hermann Musikunterricht, gemeinsam mit ihren beiden Geschwistern. Das entsprach ganz dem gutbürgerlichen Bildungsideal, ihr Vater Alois Hermann war Sektionschef im Ministerium für Cultus und Unterricht und gehörte damit dem gehobenen Beamtenstand an. Den Zeitumständen entsprechend konnte sie ihren musikalischen Ambitionen allerdings nicht weiter nachgehen, sondern absolvierte die Lehrerinnen-Bildungsanstalt und unterrichtete mehrere Jahre an einer Wiener Volksschule.
Mit der Heirat 1893 des Verkehrsfachmanns Otto Müller (ab 1911 Müller-Martini) entfiel die bis dahin notwendige Berufstätigkeit und sie setzte ihre Musikstudien fort. Es folgten Klavier- und Geigenunterricht, Unterweisung in Musiktheorie bei Josef Labor, Studium bei Guido Adler, dessen Lehrer unter anderem Anton Bruckner war, Kompositionslehre bei Alexander Zemlinsky, dem Tschechen Josef Bohuslav Foerster und Franz Schmidt. Ihr Opus 1, Sieben Lieder, wurde 1895 gedruckt. Öffentliche Aufführungen ihrer Werke erfolgten im Wiener Musikverein und bei Frauenkompositionsabenden, dort traf sie auch mit Mathilde Kralik von Meyrswalden zusammen. 1918 wurde Johanna Müller-Herrmann Nachfolgerin ihres Lehrers Joseph Bohuslav Foerster als Professorin für Musiktheorie am Neuen Wiener Konservatorium.
Sie hat ein umfangreiches Werk hinterlassen: Lieder, Kammermusik, groß besetzte Werke für Soli, Chor und Orchester, meist auf einer literarischen und programmatischen Grundlage. Nach ihrem Tod setzte sich unter anderem Wilhelm Furtwängler für die Erhaltung ihres Werkes ein. 1995 wurde ihre Heroische Ouvertüre op. 21 und ihr Epilog zur Tragödie Brand, eine Sinfonische Fantasie nach Ibsens Drama für großes Orchester op. 25 (Thorofon, Frauentöne Vol. 1), auf CD veröffentlicht und 1999 ihr Streichquartett Es-dur op. 6 (Nimbus bei Naxos).

## Werke

### Lieder
(für 1 Singstimme und Klavier falls nicht anders vermerkt)
- Sieben Lieder, op. 1 (erschienen Gutmann 1895)
- Fünf Lieder, op. 2
- Vier Lieder, op. 4
- Zwei Frauenchöre mit Orchester, op. 10
- Vier Lieder, op. 14, nach J. P. Jacobsen für eine Singstimme mit Klavierbegleitung. 1. Landschaft. 2. Sonnenuntergang. Den Lenz laß kommen. Polka. (1915, Alma Mahler-Werfel gewidmet)
- Drei Lieder, op. 19
- Vier Lieder, op. 20
- Deutscher Schwur für Männerchor und Orchester, op. 22
- Herbstlieder, op. 28
- Drei Lieder, op. 32 (Nr. 1 mir Orchesterbegleitung)
- Zwei Gesänge für eine Singstimme mit Orchester, op. 33

### Kantaten
- Lied der Erinnerung, op. 30

### Kammermusik
- Sonate d-Moll für Violine und Klavier, op. 5
- Sonate für Violoncello und Klavier, op. 17
- Streichquartett Es-Dur, op. 6
- Streichquintett a-moll, op. 7
- Klavierquintett g-moll, op. 31

### Orchesterwerke
- Heroische Ouvertüre, op. 21
- Sinfonische Fantasie, op. 25
- Symphonie in D, op. 27